# Ciolănești
Ciolănești es una comuna ubicada en el distrito de Teleorman, Rumania.

## Superficie
Posee una superficie de 77,25 kilómetros cuadrados.

## Demografía
Hasta 2021 la población era de 2456 habitantes, con una densidad de población de 31,79 habitantes por kilómetro cuadrado.